# Al-Raed
Al-Raed is een voetbalclub uit Buraidah in Saoedi-Arabië. De club speelt in de Saudi Premier League. Thuisstadion is het King Abdullah Sport City Stadium, dat 23.600 plaatsen heeft.

## Geschiedenis
Al-Raed werd opgericht in 1954. In 1986 bereikte de club voor het eerst de Saudi Premier League, als eerste club ooit uit de provincie Al Qasim. De club degradeerde sindsdien enkele malen, maar promoveerde in 1989, 1992, 1998, 2002 en 2007 opnieuw naar de hoogste afdeling. De club won nog geen prijzen op het hoogste niveau.

## Bekende (oud-)spelers
- Kassim Abdallah
- Christian Atsu
- Éder
- Yassine El Ghanassy
- Issam Erraki
- Kanu
- Ilombe Mboyo
- Shikabala

## Trainer-coaches
- Lucho Nizzo (juli 2010 – december 2010)
- Eurico Gomes (december 2010 – oktober 2011)
- Ammar Souayah (oktober 2011 – februari 2013)
- Vlatko Kostov (februari 2013 – juni 2013)
- Noureddine Zekri (juli 2013 – februari 2014)
- Marc Brys (februari 2014 – juni 2015)
- Abdelkader Amrani (juni 2015 – augustus 2015)
- Takis Lemonis (september 2015 – februari 2016)
- Aleksandar Ilić (februari 2016 – juni 2016)
- Nacif Beyaoui (juni 2016 – mei 2017)
- Taoufik Rouabah (juni 2017 – oktober 2017)
- Ciprian Panait (oktober 2017– juni 2018)
- Besnik Hasi (juli 2018 – juni 2021)
- Pablo Machín (juni 2021 - januari 2022)
- João Pedro Sousa (januari 2022 - mei 2022)
- Yousef Al-Ghadeer (juni 2022)
- Marius Șumudică (juni 2022 - heden)

Abha Club · Al-Ahli · Al-Ettifaq · Al-Fateh · Al-Fayha · Al-Hazem · Al-Hilal · Al-Ittihad · Al-Khaleej · Al-Nassr · Al-Okhdood · Al-Raed · Al-Riyad · Al-Shabab · Al-Taawoun · Al-Tai · Al-Wahda · Damac